# Д’Аморе, Марко
Марко Д’Аморе (итал. Marco D'Amore; род. 12 июня 1981, Казерта, Кампания) — итальянский актёр, режиссёр и сценарист. Наиболее известный своей ролью бандита каморры Чиро Ди Марцио в телесериале «Гоморра» и в фильме «Бессмертный».

## Биография
В 2000 году снялся в спектакле «Приключение Пиноккио», продюсером которого выступила театральная компания Тони Сервилло. 
В 2004 году окончил «Scuola d’arte drammatica Paolo Grassi» и снялся в пьесе драматурга Карло Гольдони «La trilogia della villeggiatura» с Тони Сервилло. 
В 2005 году решил основать театральную компанию «La Piccola Società», которая выпустила множество пьес и короткометражных фильмов. 
В 2010 году снова снялся вместе с Тони Сервилло в фильме «Тихая жизнь», а также в фильмах «Любовь — это всё, что тебе нужно» (2011 год) и «Перес» (2011 год).
В 2014 году получил роль Чиро Ди Марцио в телевизионной криминальной драме «Гоморра». 
В 2019 году снял, в качестве режиссёра и сценариста, фильм «Бессмертный», как приквел и продолжение событий после окончания четвёртого сезона телесериала «Гоморра».

## Фильмография
| Год  | Название                           | Роль              | Примечания |
| ---- | ---------------------------------- | ----------------- | ---------- |
| 2009 | «Три дамы и свадебные платья»      |                   |            |
| 2010 | «Тихая жизнь»                      | Диего             |            |
| 2012 | «Любовь — это всё, что тебе нужно» | Марко             |            |
| 2014 | «Перес»                            | Франческо Корвино |            |
| 2015 | «Аляска»                           | Тони              |            |
| 2015 | «Безопасное место»                 | Лука              |            |
| 2016 | «Уродливый и плохой»               | Джорджо Армани    |            |
| 2018 | «Отвези меня домой»                | Агостино          |            |
| 2019 | «Метаморфозы»                      | Овид              | озвучка    |
| 2019 | «Бессмертный»                      | Чиро Ди Марцио    |            |

### Телевидение
| Год       | Название                   | Роль              | Примечания                 |
| --------- | -------------------------- | ----------------- | -------------------------- |
| 2012—2013 | «Добро пожаловать к столу» | Винченцо Кациотти | 4 эпизода                  |
| 2014—2017 | «Гоморра»                  | Чиро Ди Марцио    | главная роль, 36 эпизодов. |